# Malnazidos - Nella valle della morte
Malnazidos - Nella valle della morte (Malnazidos) è un film del 2020 diretto da Alberto de Toro e Javier Ruiz Caldera.

## Trama
Durante la guerra civile spagnola il capitano Jan Lozano e un giovane pilota vengono fatti prigionieri da un plotone avversario: essi rischiano di essere giustiziati ma presto dovranno unire le forze per poter sopravvivere a causa di un nemico comune: gli zombie.

## Distribuzione
Il film è stato distribuito sulla piattaforma Netflix a partire dall'11 luglio 2022.